# António Eduardo da Silva Cravo
António Eduardo da Silva Cravo ComB (Oliveira de Azeméis, Loureiro, Valverde de Loureiro, 21 de Setembro de 1887 - Rio de Janeiro, 25 de Junho de 1981), que usou o título de 2.º Barão de São João de Loureiro, foi um destacado empresário industrial e agrícola, filantropo e político português radicado no Brasil e diretor de diversas agremiações portuguesas do Rio de Janeiro, que também teve forte atuação política defendendo o regime monárquico português mesmo após a Implantação da República Portuguesa.

## Família
Filho de Manuel Soares de Oliveira Cravo, 1.º Barão de São João de Loureiro, e de sua segunda mulher Joaquina Rosa Nunes da Silva, que morreram quando ele era bastante jovem.

## Biografia
Fez os seus estudos no Seminário de São Vicente.
Após casar-se em 1929, decide estabelecer-se no Brasil. Fundou nos anos de 1920, com seu irmão Manuel Fernando da Silva Cravo, a Cravo, Irmão & C.ª L.da, empresa especializada na fabricação de tintas e um dos maiores estabelecimentos industriais do Rio de Janeiro no início do século XX.
Industrial e Proprietário, foi figura proeminente da Colónia Portuguesa do Rio de Janeiro, onde foi Presidente da Liga Monárquica de D. Manuel II, de 1930 a 1936, que reconheceu nesses anos Duarte Nuno de Bragança como Sucessor do Trono Português, e Delegado do Lugar-Tenente de D. Manuel II de Portugal e de Duarte Nuno de Bragança, de 1933 a 1936. De 1928 a 1934 foi Vogal da Câmara Portuguesa de Comércio e Indústria do Rio de Janeiro. Em 1951 e 1952 foi Presidente do Orfeão Português do Rio de Janeiro. Foi Mordomo e Vice-Presidente do Hospital da Ordem Terceira de São Francisco da Penitência da mesma cidade, Presidente da União Portuguesa de Oliveira Salazar, Diretor do Liceu Literário Português, Vogal do Conselho da Colónia e da Direção do Real Gabinete Português de Leitura e Presidente da Caixa de Socorros D. Pedro V.
Além disso, na década de 1940, período em que retornou ao seu país natal, António Eduardo da Silva Cravo foi Vereador e, por um curtíssimo período, Presidente da Câmara Municipal de Oliveira de Azeméis.
Foi um dos responsáveis pela vinda da primeira Imagem de Nossa Senhora de Fátima entronizada no Brasil, até hoje existente na Igreja do Santo Cristo, localizada no bairro do mesmo nome.
Usou o título de 2.º Barão de São João de Loureiro por Autorização de D. Manuel II de Portugal no exílio de data desconhecida.
Foi agraciado a 17 de Maio de 1958, juntamente com seu irmão Manuel, com o grau de Comendador da Ordem de Benemerência.
A Quinta do Barão, construída por seu pai em 1884, é hoje a sede da Associação Recreativa e Cultural de Loureiro, associação que cede gratuitamente instalações para as sedes sociais doutras associações, tais como: Banda de Música de Loureiro, TAL - Teatro Amador de Loureiro, PAZ Basebol Club e CDL - Clube Desportivo de Loureiro.
Fixou definitivamente residência no Brasil em 1948 até morrer em 1981.

## Casamento
Casou em Oliveira de Azeméis a 14 de Agosto de 1922 com Maria Helena de Carvalho (Vale de Cambra, Vila Chã, 1 de Outubro de 1899 - 19 de Abril de 1979), dos quais foi filho varão primogénito José Manuel de Carvalho Cravo.